# 北海施泰特
北海施泰特是德国石勒苏益格－荷尔斯泰因州的一个市镇。总面积4.33平方公里，总人口142人，其中男性72人，女性70人（2011年12月31日），人口密度33人/平方公里。